# هيلين فون دام
هيلين فون دام (بالإنجليزية: Helene A. von Damm)‏ هي دبلوماسية أمريكية، ولدت في 4 مايو 1938 في لينتس في النمسا.

## وصلات خارجية
- هيلين فون دام على موقع مونزينجر (الألمانية)
- هيلين فون دام على موقع إن إن دي بي (الإنجليزية)